# Linocarpon appendiculatum
Linocarpon appendiculatum är en svampart som beskrevs av K.D. Hyde 1989. Linocarpon appendiculatum ingår i släktet Linocarpon, klassen Sordariomycetes, divisionen sporsäcksvampar och riket svampar.   Inga underarter finns listade i Catalogue of Life.